# Elena Cuza
Elena Cuza (17 de junho de 1825 - 2 de abril de 1909, Iaşi) foi uma nobre e filantropa da Moldávia. Ela era Princesa Consorte da Romênia como a esposa do príncipe Alexandre João Cuza.